# Gąbin (województwo kujawsko-pomorskie)
Gąbin – wieś w Polsce położona w województwie kujawsko-pomorskim, w powiecie nakielskim, w gminie Szubin.

## Podział administracyjny
Wieś duchowna, własność kościoła w Słupach, położona była w XVII wieku w powiecie kcyńskim województwa kaliskiego. W latach 1975–1998 miejscowość administracyjnie należała do województwa bydgoskiego.

## Demografia
Według Narodowego Spisu Powszechnego (III 2011 r.) liczyła 241 mieszkańców. Jest dwudziestą co do wielkości miejscowością gminy Szubin.